# Bulbophyllum pinicolum
Bulbophyllum pinicolum är en orkidéart som beskrevs av François Gagnepain. Bulbophyllum pinicolum ingår i släktet Bulbophyllum och familjen orkidéer.
Artens utbredningsområde är Vietnam. Inga underarter finns listade i Catalogue of Life.